# Piene
Piene ist ein Ortsteil von Gummersbach im Oberbergischen Kreis im südlichen Nordrhein-Westfalen, Deutschland.

## Lage und Beschreibung
Piene liegt ca. 11,5 km vom Stadtzentrum Gummersbach entfernt.

## Geschichte

### Erstnennung
1542 wurde der Ort das erste Mal urkundlich erwähnt: „Jakob und weitere Einwohner op der Pyne werden in den Türkensteuerlisten genannt.“
Schreibweise der Erstnennung: „op der Pyne“

## Freizeit

### Vereinswesen
- Freiwillige Feuerwehr Gummersbach-Homert (hervorgegangen aus den Löschgruppen Piene und Lieberhausen)

## Bus und Bahnverbindungen

### Linienbus
Haltestelle: Piene
- 318   Gummersbach Bf (OVAG)
- R52   Olpe ZOB (VWS)
- R52   Meinerzhagen Bf/ZOB (VWS)